# Samovólnoie
Samovólnoie (en rus: Самовольное) és un poble de l'óblast de Saràtov, a Rússia, segons el cens del 2010 tenia 156 habitants. Pertany al districte municipal d'Ozinki.